# Astragalus sierrae
Astragalus sierrae là một loài thực vật có hoa trong họ Đậu. Loài này được (M.E. Jones) Tidestr. miêu tả khoa học đầu tiên năm 1937.